# Meydancıkkale
Koordinaten: 36° 16′ 24″ N, 33° 26′ 28″ O

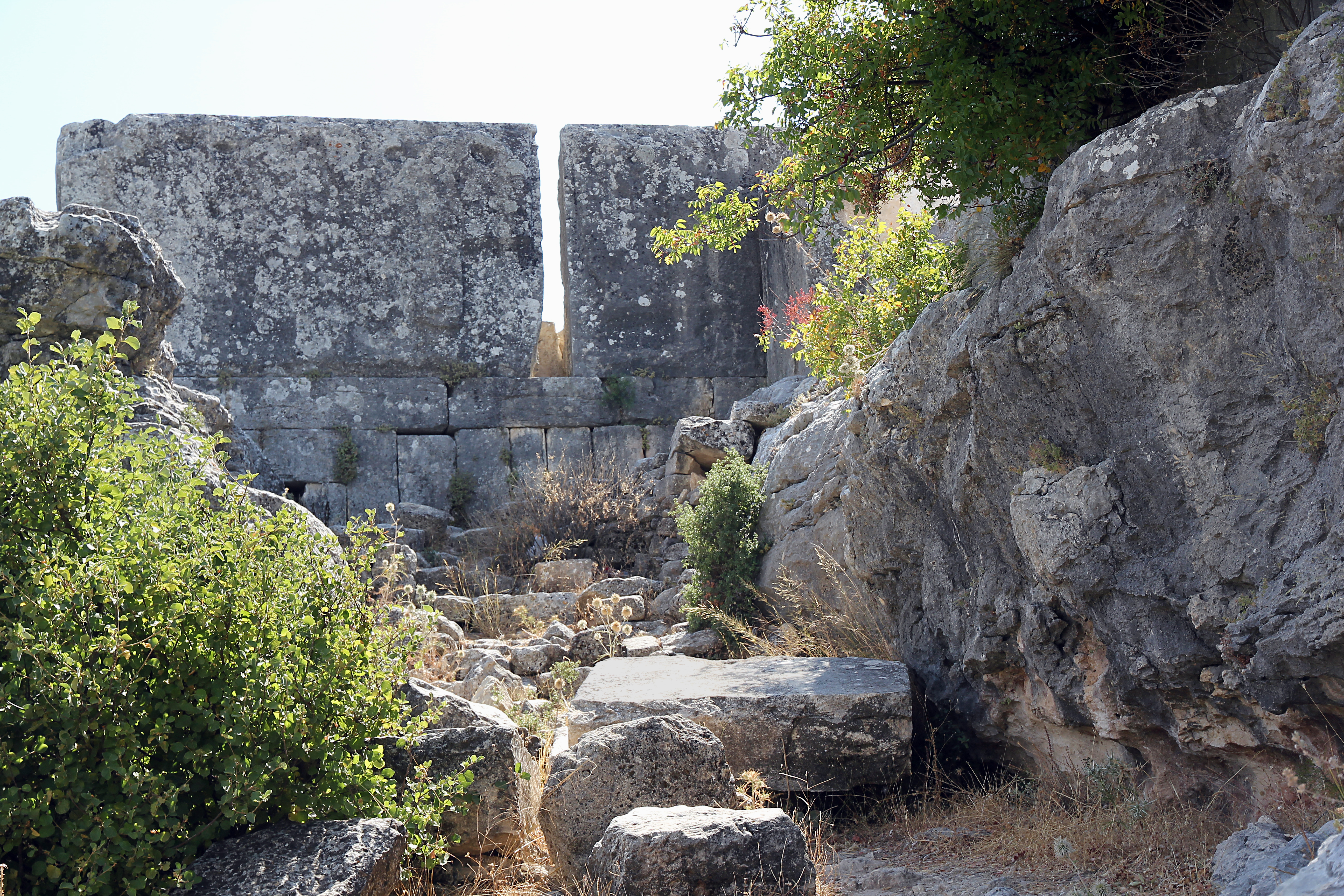
Festung Meydancıkkale, Rampe und Torbau

Meydancıkkale (oder Meydancık Kalesi) ist der türkische Name einer auf einem schiffartig geformten Berg in 700 m Höhe gelegenen Befestigung zehn Kilometer südlich vom Ort Gülnar und etwa 40 km westlich von Silifke in der türkischen Provinz Mersin im Rauen Kilikien.

## Name und Geschichte
Vor Ort gefundene aramäische Inschriften der Perserzeit bezeugen KRŠ als antiken Namen der Festung. Auf Grund der Namensverwandtschaft ist der Ort eventuell  identisch mit dem in einer neubabylonischen Chronik erwähnten Kiršu. Darin wird für das Jahr 557/6 v. Chr. von einem Kriegszug des babylonischen Königs Nergal-šarra-usur  gegen den König Appuašu von Pirindu im Rauhen Kilikien berichtet. Hierbei wird die alte Hauptstadt Kiršu erwähnt, die nach Ura verlegt worden war und von den Babyloniern zerstört wurde.
Nach den archäologischen Spuren war der Platz seit dem späten 7. Jahrhundert v. Chr. besiedelt. Im Achämenidenreich wurde er Sitz eines persischen Statthalters, der hier einen Palast errichtete. In hellenistischer Zeit wechselte er mehrfach Besitzer und Funktion. Auch frühchristliche und byzantinische Nutzung  sind belegt.

## Erforschung
Ausgrabungen durch Emmanuel Laroche in den Jahren 1971 bis 1982 förderten einen stark befestigten Eingang zu Tage. Ebenso wurden Befestigungsanlagen aus persischer Zeit mit hellenistischen Umbauten gefunden, ein Verwaltungsgebäude und Grundmauern eines Monumentalbaus aus der Zeit von Ptolemaios III., zwei achämenidische Reliefs sowie an den Hängen verschiedene Gräber. Weiterhin kamen griechische Inschriften mit dem Namen des Ptolemaios und aramäische Inschriften mit dem Namen der Stadt ans Tageslicht (an der Befestigungsmauer und in einer Grabkammer an der Westseite des Berges) und schließlich ein bedeutender Münzfund des 3. Jahrhunderts v. Chr. mit über 5000 Silbermünzen. Am östlichen Fuß des Felsens wurde ein Grabbau aus der ersten Hälfte des 6. Jahrhunderts freigelegt, vor dessen Fassade zwei Karyatiden standen.
Laroche berichtete 1972 über eine Großkönigskartusche des hethitischen Herrschers Muwattalli II. auf einer Säule im Eingangsbereich und 1974 über Reste von Reliefs mit Inschriften in luwischen Hieroglyphen sowie ein Prinzenrelief ähnlich dem von Hemite. Damit wären die Bauwerke ins 13. Jahrhundert v. Chr., also in die Zeit des hethitischen Großreichs, zu datieren. Eine Photographie, Zeichnung oder nähere Beschreibung erfolgte allerdings nicht. Auch konnte Eberhard P. Rossner, der 1985 und 1987 die Burg besuchte, keine Spuren davon entdecken. Laut Olivier Casabonne von der Groupe de Recherches sur l'Antiquité Classique et Orientale haben sie nie existiert.
Die Funde sind teilweise im archäologischen Museum von Silifke ausgestellt, wie die beiden Karyatiden und der Münzschatz.

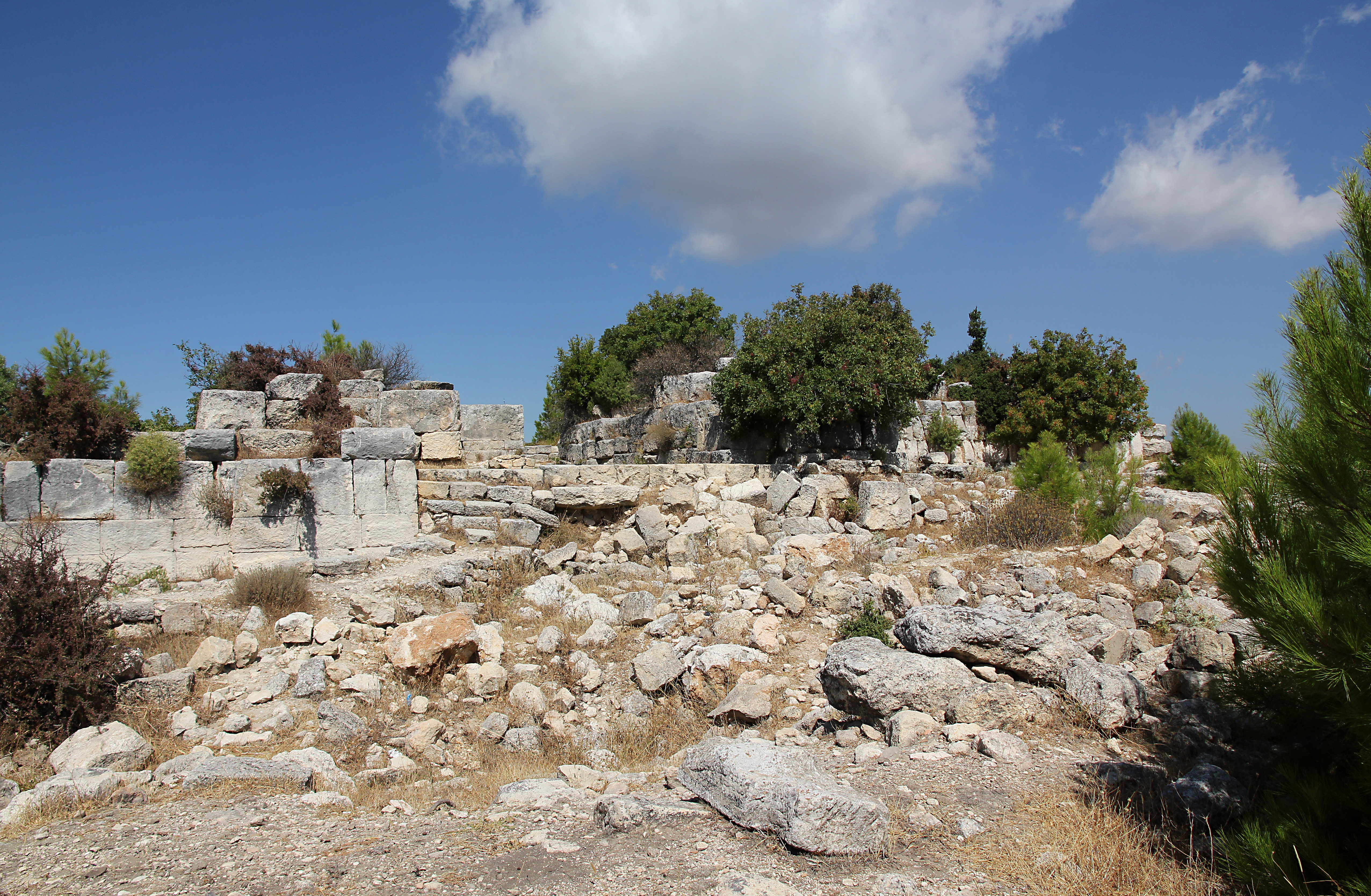
Grundmauern
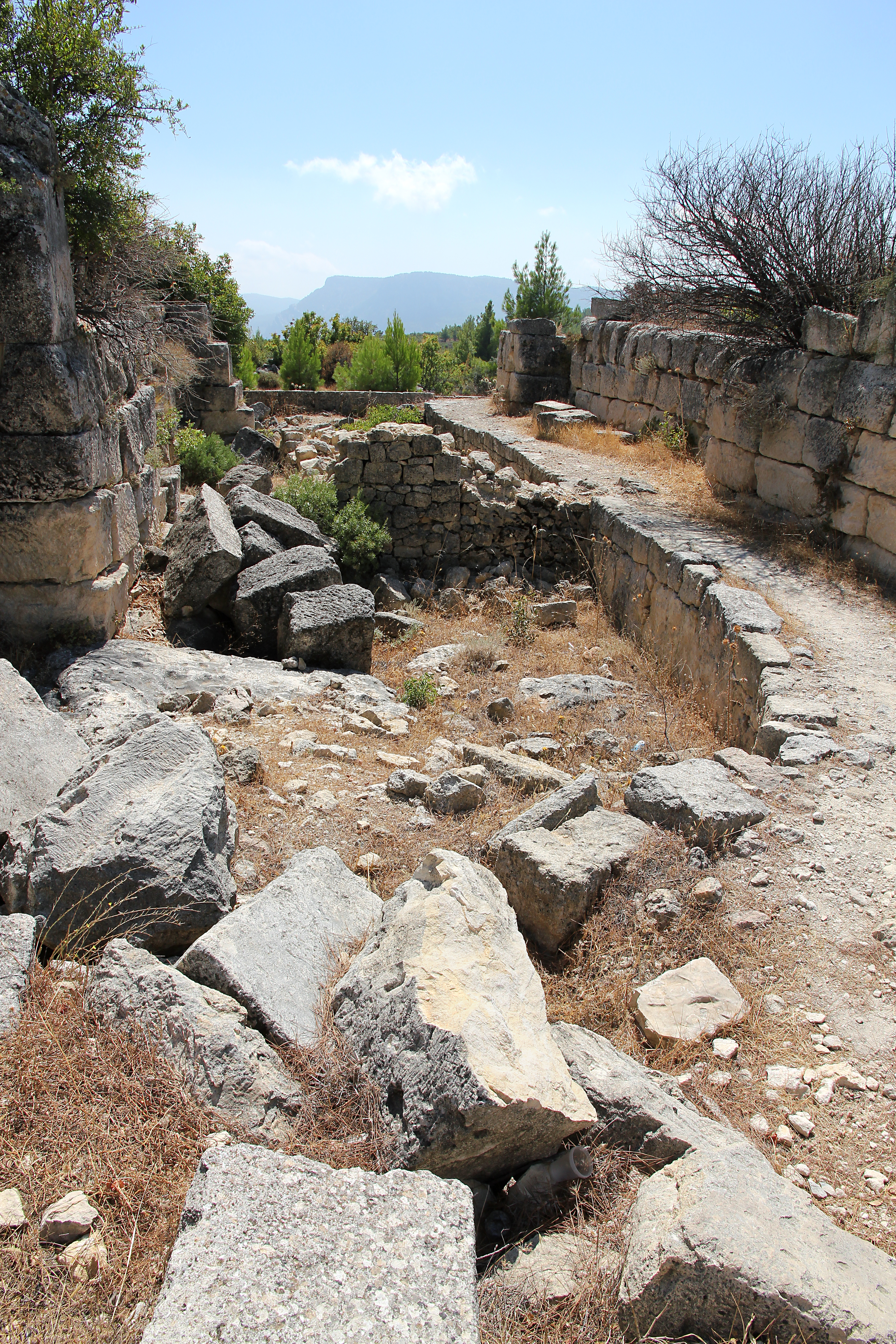
Wohnbauten
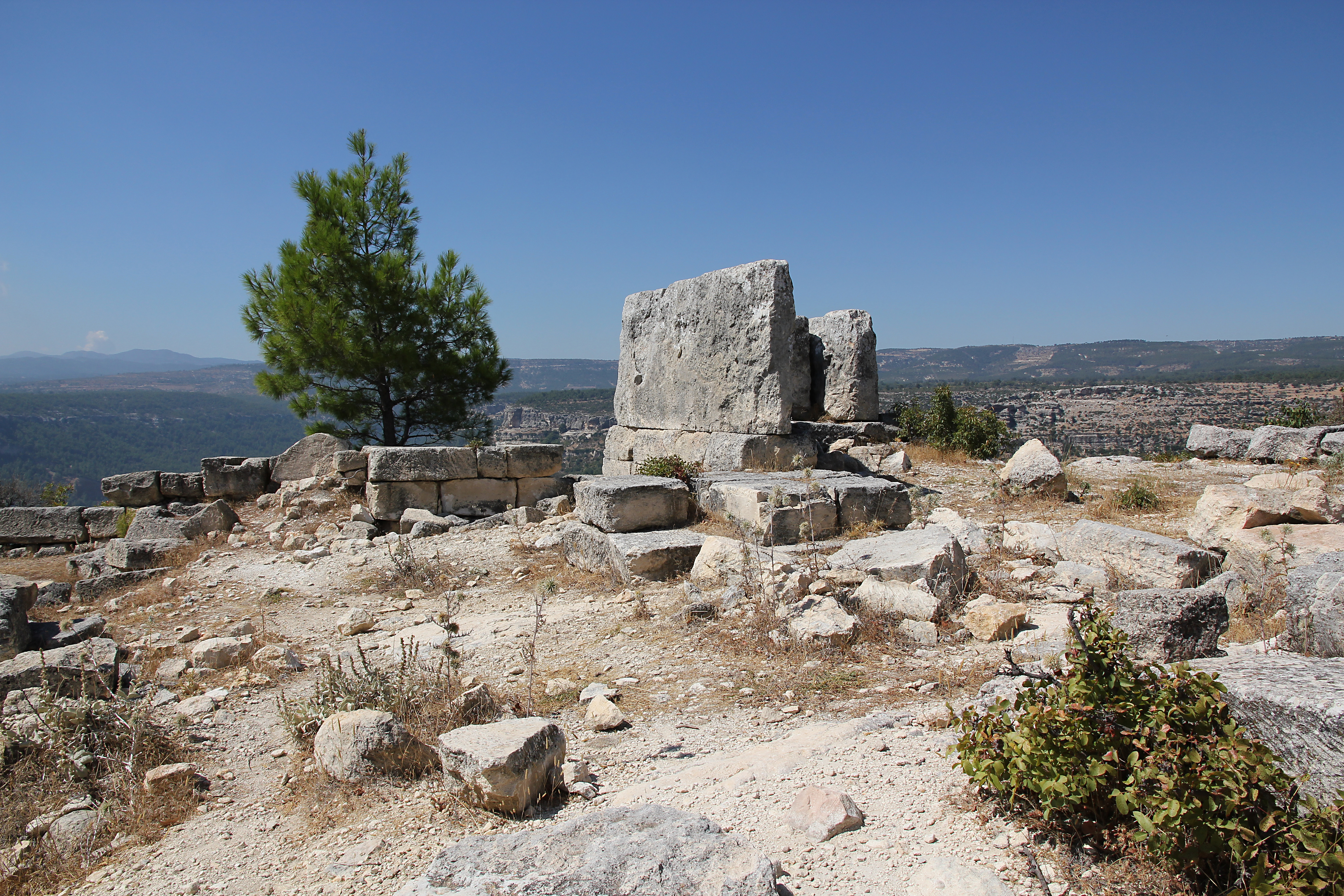
Palastfundamente
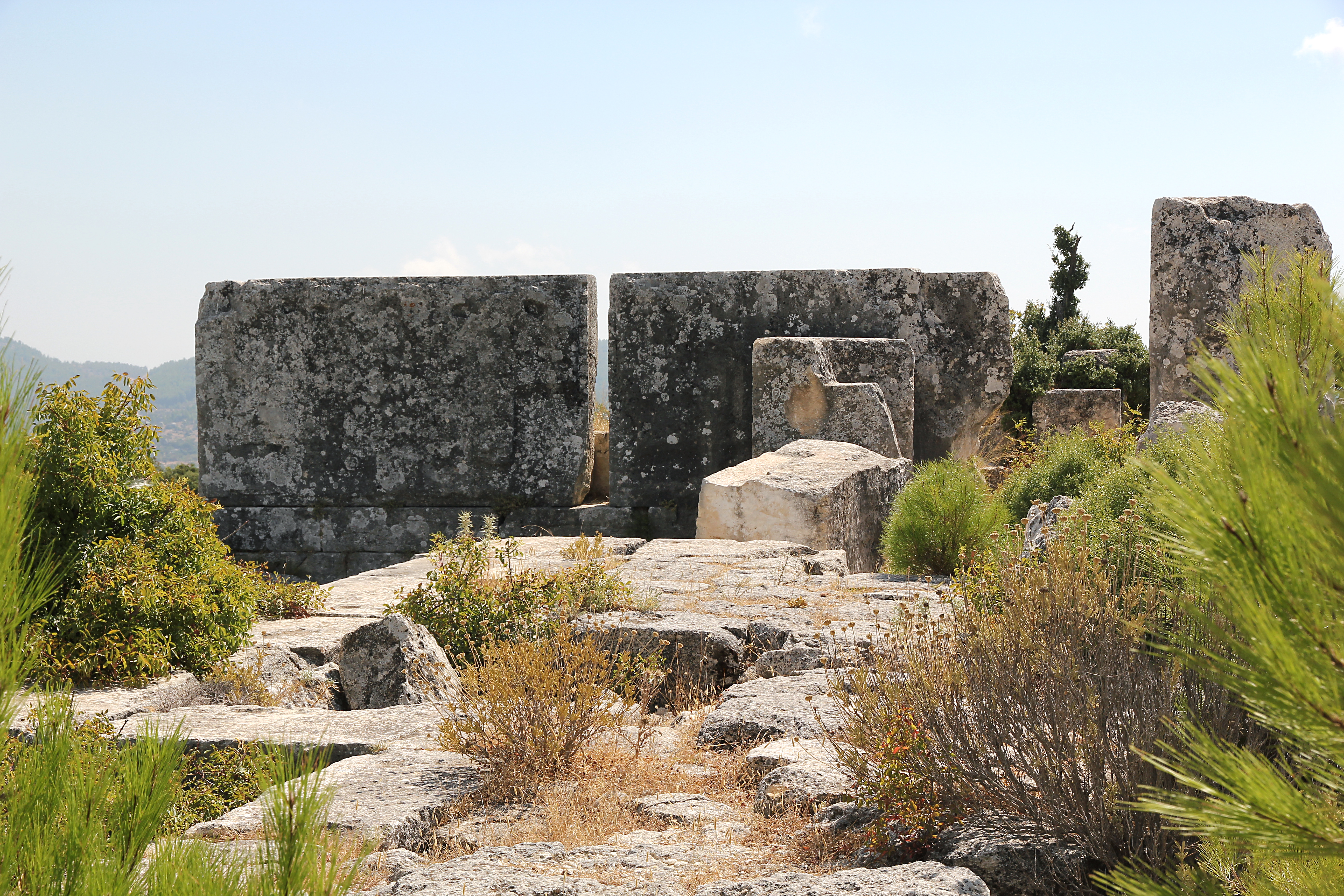
Torbau
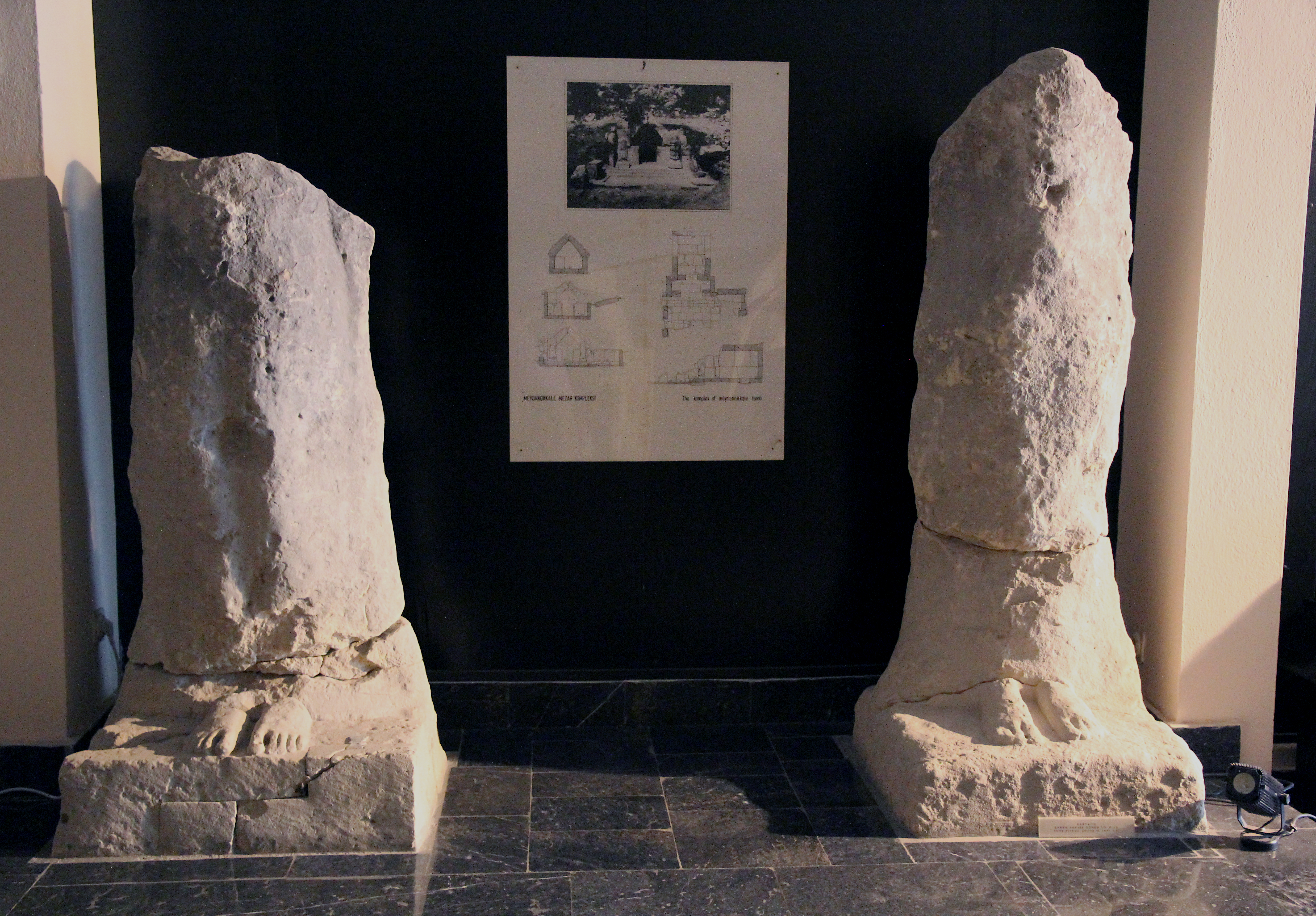
Karyatiden des Grabbaues im Museum Silifke